# Nicolas Lancret
Nicolas Lancret (ur. 22 stycznia 1690 w Paryżu, zm. 14 września 1743 tamże) – francuski malarz rokokowy.

## Życiorys
Początkowo uczył się grawerstwa i próbował studiować w Académie Royale, jednak wyrzucono go w 1708 za złe zachowanie. Naukę kontynuował w pracowni mało znanego malarza Pierre'a d'Ulina i w tym czasie poznał Antoine'a Watteau. Zdając sobie sprawę z rosnącej popularności Watteau, zdecydował się przenieść do jego nauczyciela, Claude'a Gillota. W 1719 został członkiem Królewskiej Akademii Malarstwa i Rzeźby, sukces komercyjny odniósł w latach 20. XVIII wieku.
Nicolas Lancret malował obrazy w rodzaju fête galante i fête champêtre pod wpływem Antoine`a Watteau. Były to najczęściej sceny rodzajowe ilustrujące życie i obyczaje arystokracji i przedstawiające sceny zabaw, tańców, pikników i śniadań po polowaniu. Artysta poruszał też tematykę alegoryczną, malował sceny z teatru i baletu, wykonywał portrety znanych tancerek, zajmował się też ściennym malarstwem dekoracyjnym. Jego prace odznaczają się subtelnością i jasną, delikatną kolorystyką, odbiegają jednak poziomem od twórczości Watteau.
Malarz pozostawił po sobie około 700 obrazów, był uznanym rysownikiem, wykonał ilustracje m.in. do Bajek La Fontaine'a. Krytycy sztuki zaważają, że jego twórczością inspirowali się m.in. François Boucher, William Hogarth i Thomas Gainsborough. Liczne zbiory prac Lancreta posiadają muzea europejskie i amerykańskie, między innymi Luwr, National Gallery i Wallace Collection w Londynie, Ermitaż w Petersburgu i Muzeum Sztuk Pięknych w San Francisco.

## Wybrane dzieła
- Cztery pory dnia (1739), 29 x 37 cm, National Gallery w Londynie (4 obrazy)
- Dama w ogrodzie (1730), 37 x 47 cm, Muzeum Sztuk Pięknych im. Puszkina w Moskwie
- Dziewczyna w kuchni (1720-30), 29,7 x 25,5 cm, Wallace Collection, Londyn
- Filiżanka kawy (ok. 1742), 88,9 x 97,8 cm, National Gallery w Londynie
- Huśtawka (1735-40)), 65.5 x 54,5 cm, Muzeum Thyssenów-Bornemiszów, Madryt
- Huśtawka (ok. 1735), 99 x 132 cm, Ermitaż, Petersburg
- Huśtawka (ok. 1735), 70 x 89 cm, Muzeum Wiktorii i Alberta, Londyn
- Kąpiące się (ok. 1718), 55 x 66 cm, Musée des Beaux-Arts, Rouen
- Koncert w parku, 83 x 104 cm, Muzeum Sztuk Pięknych im. Puszkina w Moskwie
- Kontrakt małżeński (1738), 28 x 36,5 cm, Ermitaż, Petersburg
- Lato (ok. 1730), 115 x95 cm, Ermitaż, Petersburg
- Lekcja muzyki (ok. 1743), 89 x 90 cm, Luwr, Paryż
- Mademoiselle Camargo tańczy (ok. 1730), 45 x 55 cm, Ermitaż, Petersburg
- Mademoiselle Camargo tańczy (1730), 41,7 x 54,5 cm, Wallace Collection, Londyn
- Paląca szkłem (Kobieta rozpalająca ogień namiętności), 37 x 49 cm, pałac Charlottenburg, Berlin
- Piękna Greczynka (ok. 1732), 68 x 51 cm, Wallace Collection, Londyn
- Pory roku (1738), 69 x 89 cm, Luwr, Paryż (4 obrazy)
- Scena z komedii włoskiej (1730), 28,8 x 36,8 cm, Wallace Collection, Londyn
- Śniadanie z szynką (1735), 188 x 123 cm, Musée Condé, Chantilly
- Taniec w pawilonie (1730-35), 130 x 97 cm, pałac Charlottenburg, Berlin
- Uroczyste posiedzenie parlamentu dla ogłoszenia pełnoletniości króla Ludwika XV (1723), 56 x 81,5 cm, Luwr, Paryż
- Wiosna (ok. 1730), 115 x 95 cm, Ermitaż, Petersburg
- Włoska uczta (przed 1738), 90 x 91 cm, Sanssouci, Poczdam
- Wytworna rozmowa (1719), 68,3 x 53,5 cm, Wallace Collection, Londyn
- Zabawa taneczna w parku pałacowym (1725), 207 x 207 cm, Galeria Drezdeńska
- Zapinanie obuwia na ślizgawce (ok. 1740), Nationalmuseum, Sztokholm
- Złośliwość, 36 x 29 cm, Narodowa Galeria Irlandii, Dublin

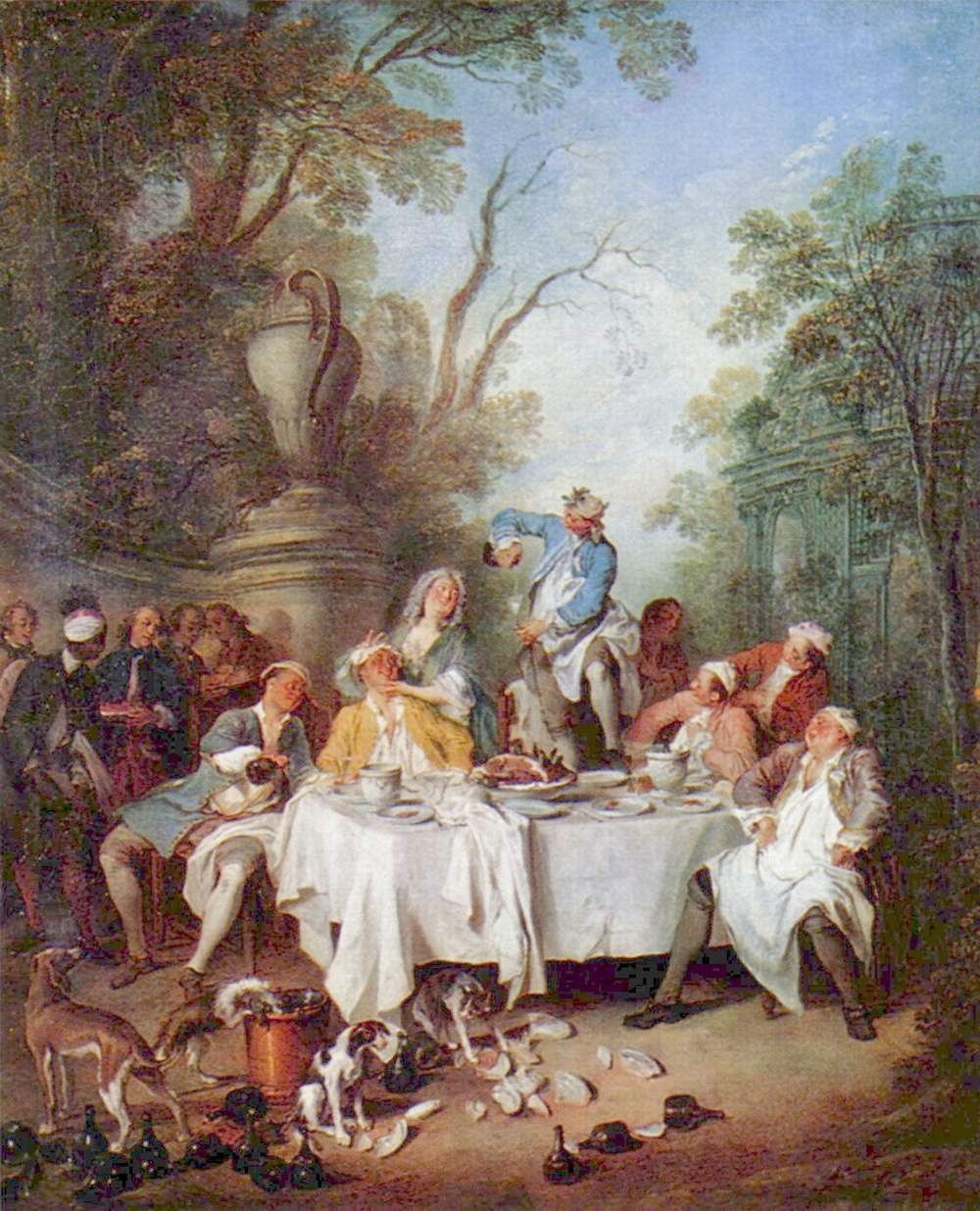
Śniadanie z szynką (ok. 1735)
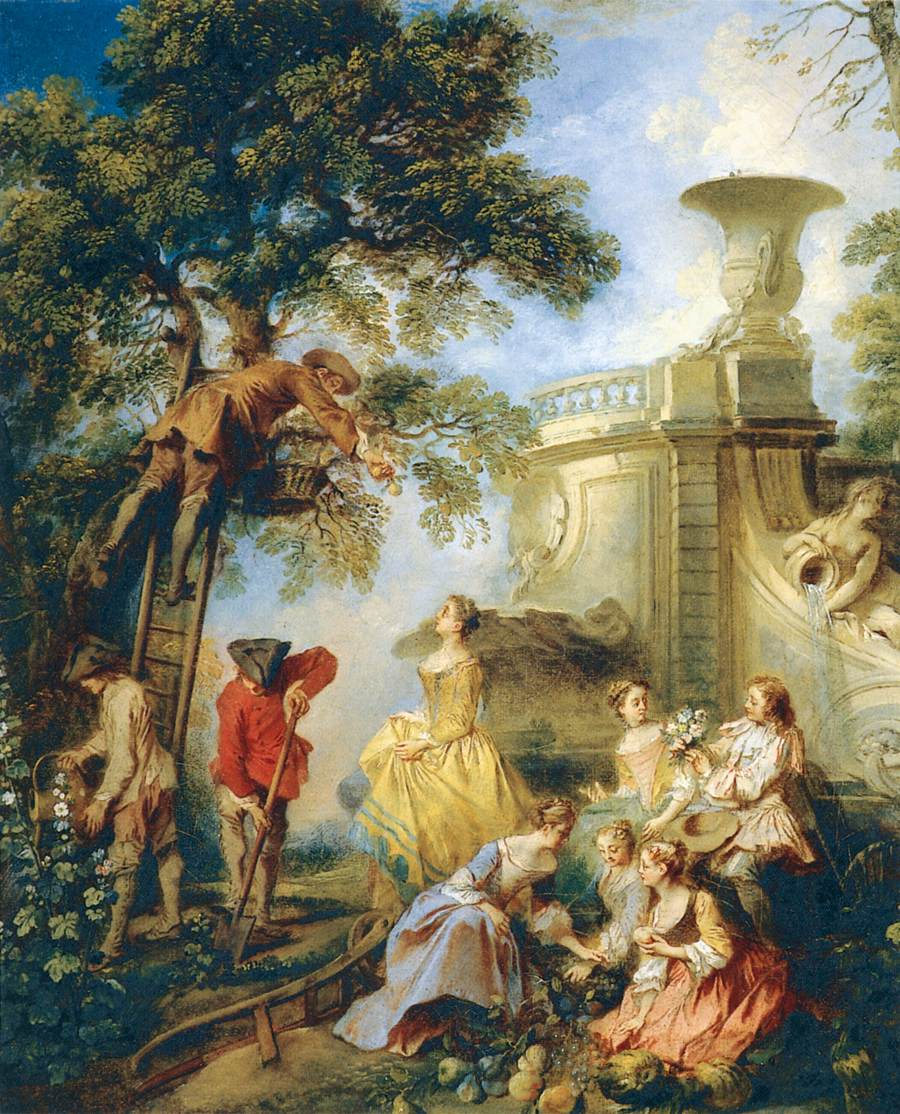
Ziemia (ok. 1730)
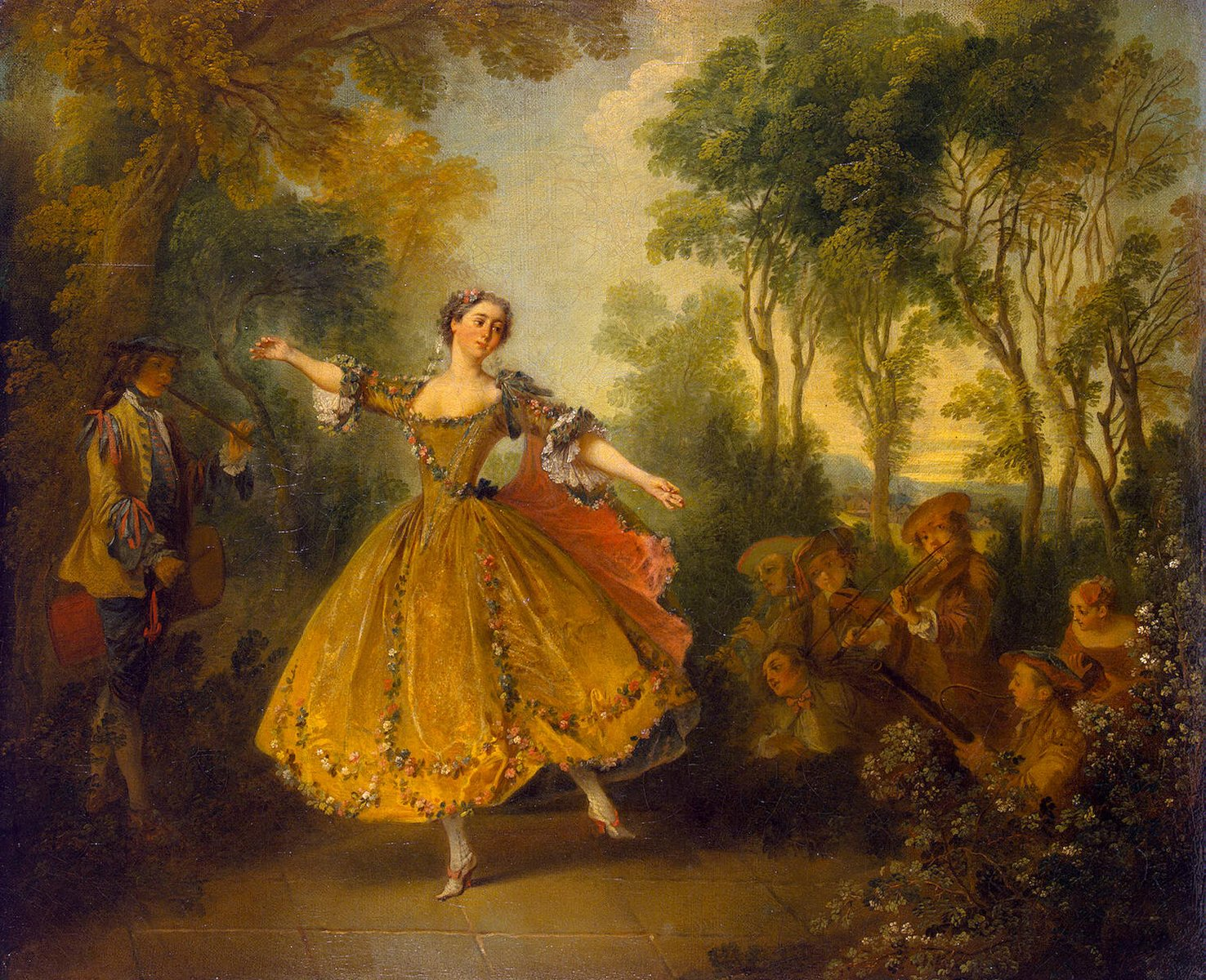
Mademoiselle Camargo tańczy (ok. 1730)
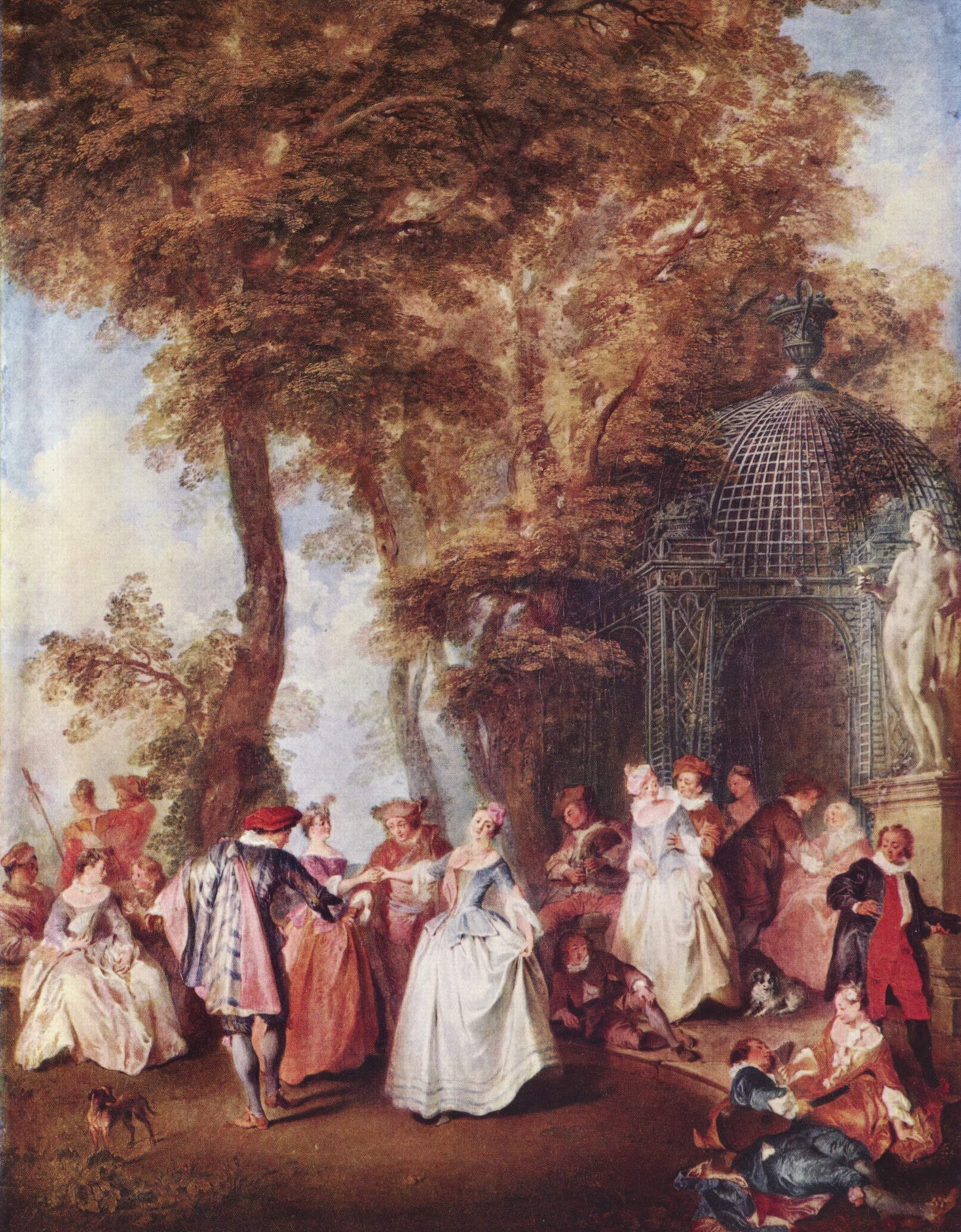
Kołowrotek